# 선생님을 없애는 방정식
《선생님을 없애는 방정식》(先生を消す方程式。 센세이오케스호테이시키[*])은 2020년 10월 31일부터 TV아사히 ‘TV 아사히 토요 나이트 드라마’로 방영되고 있다. 주연은 다나카 케이.
캐치프레이즈는 "저를 죽이고 싶나요? 그런 거 싫지 않습니다"

## 개요
2020년 4분기 ‘토요 나이트 드라마’ 작품으로, 스즈키 오사무의 오리지널 스토리를 바탕으로 만들어졌다..
이번 작품부터 ‘토요 나이트 드라마’는 저녁 11시부터 11시 30분 방송으로 변경되며, 기존 50분 방송에서 30분으로 축소편성되었다..
한국에서는 도라마코리아가 수입해서 채널J 채널을 통해 2020년 11월 19일부터 방영하였다.
도라마코리아에서는 iMBC 홀드백으로 인해서 채널J의 첫 방송 날짜인 2020년 11월 19일의 3달 후인 2021년 2월 18일부터 사이트를 통해 무료 스트리밍 서비스를 공개하고 있다.

## 줄거리
테이센학원 제일의 우수반 3학년 D반, 그곳의 새로운 담임이 된 요시자와 츠네오
3학년 D반에서 행해지는 색다른 게임이란? 과연 요시자와 츠네오는 무사할 수 있을까?

## 출연진

### 주요 인물
요시자와 츠네오(義澤経男)
배우 - 다나카 케이
주인공. 테이센학원 3학년 D반의 새로운 담임. 담당과목은 수학. 요시자와 츠네오라는 이름때문에 요시츠네라고도 불림.
과거에도 여러번 담임들이 몇명이나 관두었던 3학년 D반에 자기 스스로 담임이 되기를 청하여 담임으로 부임함. 웃는 얼굴로 있으면 행복은 찾아온다를 모토로 학생들에게 어떤 심술궂은 일을 당해도 웃는 얼굴을 유지함. 학생들의 사적인 비밀을 알고 있으며 학생들을 웃는 얼굴로 지도함.

### 테이센 학원
명문사립학교로 도쿄대 진학율이 높은 도내 명문진학교

#### 3학년 D반 학생들
테이센학원에서 특별히 성적우수한 학생들만 모아놓은 클래스
후지와라 토우야(藤原刀矢)
배우 - 타카하시 후미야
학원 제일의 우등생. 선생님에게 반항적인 학생들 중에서 유일하게 상식적인 태도를 취하며 요시자와를 몰아붙이려는 학생들을 저지시키려고도 함.
나가이 유미(長井弓)
배우 - 쿠보타 사유
인기 인플루언서인 여학생. 달관한 듯한 태도를 보임.
오오키 나기(大木薙)
배우 - 모리타 코코로
학교인기서열 최상위. 그 서열에 매우 집착하는 경향이 있음.
츠루기 리키(剣力)
배우 - 타카하시 나오
폭력으로 다른 학생들을 지배하려고 드는 남학생.
이부키 메이(伊吹命)
배우 - 아키야 이쿠호
은둔형 외톨이인 남학생.
미야시타 카나(宮下加奈)
배우 - 사카기하라 아리나
나기의 꼬임에 빠져 매칭어플을 통해 원조교제를 하고 있지만, 내심 이 상태에서 벗어나길 바라고 있음.
하야카와 쿄코(早川京子)
배우 - 카와세 리코
인기 인플루언서인 유미를 존경해, 조금이라도 그녀와 가까워 지고 싶다고 생각함.
타마키 유즈루(玉木譲)
배우 - 다나카 토오루
폭력으로 반을 지배하고자 하는 리키에게 거역하지 못하고 있음.
야스오카 아야노(安岡文乃)
배우 - 요코시마 후우카
유미들에게 협력하여, 여학생이 쓰러졌다고 요시츠네를 속여 학교 뒤뜰로 불러냄.
사카노 아이카(坂野愛佳)
배우 - 야마네 아이
야지마 츠구미(矢島つぐみ)
배우 - 오오모리 츠바사
마츠나가 하루키(松永春希)
배우 - 요시다 하루토
미야모토 코우(宮本工)
배우 - 오쿠무라 코키
이이다 유우(飯田ゆう)
배우 - 사쿠라기 유이
아라이 쇼우야(新井しょうや)
배우 - 쇼하치(휘핑크림)
나카이 츠바사(中井つばさ)
배우 - 타카사키 료

#### 선생님들
요리타 아사히(頼田朝日)
배우 - 야마다 유키
3학년 D반의 부담임.
단기간에 멘탈이 나가 퇴직하는 기존 담임선생님들을 보면서 요시츠네도 똑같이 되지 않을까 항상 걱정하고 있음.
야스다 마치코(安田町子)
배우 - 오쿠야마 카즈사
양호교사, 요시자와와 부담임인 요리타가 서로 장난치는 모습을 보고는 모에모드 발동하여 두사람 사이에 끼어들려고 함.
사쿠라 키요시(佐倉清)
배우 - 테즈카 토오루
테이센학원의 교장.
계속해서 담임들이 관두는 3학년 D반에 요시자와를 담임선생으로 받아 들임.

#### 3학년 D반 학부모들
나카이 하나(長井華)
배우 - 아오야마 노리코(제1화, 제3화, 제5화)
유미의 엄마. 아이자와 의과대학 소속 병원 뇌신경과 의사.
TV방송에서 코멘테이너로 활약 중인 유명 여의사. 가정폭력을 행하는 남편과 이혼 후 의사로 이름을 날리고 있으며, 딸 유미를 홀로 키우고 있음.
유미가 가정교사에게 호감을 가지고 있는 걸 알면서도 육체적 관계를 맺어 유미에게 상처를 입힘.
요시자와가 유미에 대해 "꼴사납다"고 말한 것에 대해 사과하라고 병원에 온 요시자와에게 말하자, 요시자와는 오히려 딸을 상처 입힌 엄마로서의 모습에 대해 당신이 딸에게 사과해야 되는 게 맞는 것 아니라는 말을 했고, 그 말을 듣고는 딸인 유미에게 진심을 다해 사과한다.
요시자와가 가르친 방정식은 「(꼴사나움) X (인정) 계속 = 멋짐」
나기의 아버지
배우 - 마나베 세이시(제2화)
인기 음식체인점 「교자라이프」 사장이었지만, 회사에서 문제를 일으켜 해고당했음.
아이들에게 주의를 준 요시자와에게 사과하라고 하지만, 오히려 요시자와에게 아이들을 제대로 보라고 충고를 받자 반성을 하고 나기와 거짓없이 마주하려고 노력함.
나기의 어머니
배우 - 마츠모토 쿄코(제2화)
경영 악화로 회사에서 쫓겨났다고 얼버무리는 아빠가 실은 회사에서 문제를 일으켜 해고당한 것이라고 딸인 나기에게 알려줌.
후지와라 마사카즈(藤原正和)
배우 - 야지마 켄이치(제3화, 제4화)
토우야의 아버지. 검사총장. 유년기의 토우야가 자신의 여동생을 부두에서 바다로 밀어버려 숨지게 만든 사건이 있었고 이 일이 자신의 커리어에 흠이 갈까 사건을 은폐하였음. 그 일로 아들인 토우야에게 약점을 잡히고 비밀이 밝혀지지 않기 위해, 토우야가 시키는 대로 하는 꼭두각시가 되어 버림.

### 기타 인물
마에노 시즈카(前野静)
배우 - 마츠모토 마리카
요스자와의 여자친구. 고등학교 선생님.
결혼을 전제로 요시자와랑 동거 중.

## 스태프
- 각본 - 스즈키 오사무[1][2][3][4]
- 감독 - 코마츠 다카시(MMJ), 오노 코지(MMJ), 아키야마 타카히토(TV아사히)
- 책임프로듀서 - 요코치 이쿠에이(TV아사히)
- 프로듀서 - 아키야마 타카히토(TV아사히), 토다 코이치(MMJ), 코우지 미치코(MMJ)
- 음악 - HAL
- 주제가 - 아키야마 키이로 「서치라이트(サーチライト)」(EPIC Records Japan)[19]
- 제작 - TV 아사히, 미디어믹스 재팬(MMJ)

## 방송 일정
| 장                            | 화     | 방송일    | 원제                             | 번역                                        | 연출              |
| ----------------------------- | ------ | --------- | -------------------------------- | ------------------------------------------- | ----------------- |
| 제1장 요시츠네, 토벌편        | 제1화  | 10월 31일 | 悪魔教師が名門高校をぶっ壊す!!   | 악마교사가 명문고교를 처부순다              | 코마츠 다카시     |
| 제1장 요시츠네, 토벌편        | 제2화  | 11월 7일  | 鬼教師VS天才少女!! 命がけの授業  | 호랑이교사 VS 천재소녀!! 목숨을 건 수업     | 코마츠 다카시     |
| 제1장 요시츠네, 토벌편        | 제3화  | 11월 14일 | 恋に生きる美人JK VS 瀕死の教師   | 사랑으로 사는 미인 JK VS 빈사의 교사        | 오노 코지         |
| 제1장 요시츠네, 토벌편        | 제4화  | 11월 21일 | 第一章完結!! 先生、さようなら…   | 제1장 완결!! 선생님, 안녕히...              | 오노 코지         |
| 제2장 어둠의 요시츠네, 내습편 | 제5화  | 11월 28일 | 死んだ先生にまさかのことが…!?    | 죽은 줄 알았던 선생님께 설마하는 일이...!?  | 코마츠 타카시     |
| 제2장 어둠의 요시츠네, 내습편 | 제6화  | 12월 5일  | 復讐編!! 蘇った先生は誰を消す!?  | 복수편!! 되살아 난 선생님은 누구를 없애나!? | 아키야마 타카히토 |
| 제2장 어둠의 요시츠네, 내습편 | 제7화  | 12월 12일 | 最終章!! 先生と恋人 死者の授業!? | 최종장!! 선생님과 애인 죽은 자의 수업!?     | 오노 코지         |
| 제2장 어둠의 요시츠네, 내습편 | 최종화 | 12월 19일 | 最終回!! 衝撃ラスト 先生、実は…  | 최종회!! 충격 라스트 선생님, 실은...        | 코마츠 타카시     |

## 회차별 줄거리
※ 도라마코리아 공식 홈페이지 내 정보를 바탕으로 작성하였다.
| 번호 | 제목          | 방송 날짜 (TV 아사히) | 방송 날짜 (채널J) | VOD          |
| --- | ------------- | --------------------- | ----------------- | ------------ |
| 1 | "1회"         | 2020년 10월 31일      | 2020년 11월 19일  | 도라마코리아 |
| '테이센 학원'에 찾아온 교사 요시자와 츠네오. 그는 담임이 몇 번이나 바뀐 문제 학급 3학년 D반의 담임을 맡는다. 교실에 들어선 요시자와에게 반항적인 태도를 보이는 학생들. 하지만 요시자와는 개의치 않고 웃는 얼굴로 학생들을 대한다. 요시자와에게 반항하던 학생들은 자신들의 어떠한 행동에도 흔들리지 않는 그를 보며 점점 초조한 마음을 느끼고, 더욱더 위험한 공격을 가하는데... 이윽고 요시자와의 학생들의 싸움의 막이 오른다. |               |                       |                   |              |
| 2 | "2회"         | 2020년 11월 7일       | 2020년 11월 26일  | 도라마코리아 |
| 후지와라 토야는 결국 요시자와를 없애는 방정식을 세우자고 모두에게 선언한다. 리키와 유미, 나기는 내키지 않지만 토야의 강압적인 태도에 결국 요시자와를 없앨 계획을 함께하게 된다. 한편, 요시자와는 연인 마에노 시즈카를 찾아가 그녀에게 있었던 과거의 일을 떠올리며 누워 있는 그녀 앞에서 어떠한 다짐을 새긴다. 그리고 오랫동안 등교를 거부하고 있었던 이부키 메이를 찾아가 다시 등교해 줄 것을 권유하고, 갑작스럽게 찾아온 그를 무시하던 메이는 의외의 공통점에 조금씩 마음을 연다. |               |                       |                   |              |
| 3 | "3회"         | 2020년 11월 14일      | 2020년 12월 3일   | 도라마코리아 |
| 요시츠네를 없애는 방정식을 세운 아이들. 하지만 리키에 이어 나기까지 요시츠네를 없애는 것에 실패하고, 토야는 초조함을 느낀다. 결국 토야는 유미를 달콤한 말로 꾀어내 요시츠네를 없애라고 지시하고, 2년 전 엄마에게 받은 배신의 상처를 토야에게 치유받은 유미는 지시에 따른다. 아이들 앞에 선 요리타는 더욱 구체적으로 요시츠네를 없애는 방법을 제안하고, 그런 가운데 요시자와를 없애는 데에 실패한 나기는 요리타에게 요시자와의 약점을 찾아오라는 지시를 받는다. 나기는 몰래 요시자와의 뒤를 밟아 시즈카가 입원한 병원까지 찾아가는데... |               |                       |                   |              |
| 4 | "4회"         | 2020년 11월 21일      | 2020년 12월 10일  | 도라마코리아 |
| '영리한 사람'과 '영리하다고 생각하는 사람'의 차이에 대한 수업을 시작하는 요시자와 츠네오. 요시츠네에게 자존심이 꺾인 후지와라 토야의 분노는 최고조에 달한다. 참지 못하고 요시자와를 칼로 찌르려 하던 토야를 저지하는 요리타. 요리타는 토야를 달래며 좀 더 머리를 이용해 요시츠네를 살해하도록 지시한다. 때마침 나기에게 요시츠네의 연인, 시즈카가 입원한 곳에 대한 정보를 알게 된 토야는 그녀를 납치할 계획을 세운다. 이윽고, 요시자와를 없애는 방정식을 실행하려는 아이들은 아사히의 계획대로 어떤 장소에 모이게 되는데... |               |                       |                   |              |
| 5 | "5회"         | 2020년 11월 28일      | 2020년 12월 17일  | 도라마코리아 |
| 부담임 요리타 아사히의 재촉으로 담임이었던 요시자와 츠네오의 시체를 묻은 후지와라 토야, 나가이 유미, 오오키 나기, 츠루기 리키는 각자 죄책감에 시달리고 있었다. 하지만 눈엣가시였던 요시자와가 사라지고 들뜬 아사히는 주변 사람들에게 학급 운영에 고민하던 요시자와가 스스로 자취를 감춘 것처럼 이야기하고, 나아가 3학년 D반의 담임을 맡게 된다. 마침내 요시자와의 연인, 시즈카의 병실까지 찾아간 아사히는 시즈카를 이렇게 혼수상태로 만들었던 과거의 일을 떠올리며 그녀가 누워 있는 침대로 다가간다. 그런 가운데 유미는 엄마에게 요시자와와 관련된 뜻밖의 이야기를 듣고 충격을 받는다. 요시자와는 좋은 선생님이었다고 생각하기 시작한 유미는 안절부절못하게 되는데... |               |                       |                   |              |
| 6 | "6회"         | 2020년 12월 5일       | 2020년 12월 24일  | 도라마코리아 |
| 이부키 메이의 의식에 의해 기적이 일어난 것일까? 번개와 함께 죽었던 것이 분명한 담임, 요시자와 츠네오가 땅속에서 살아나온다. 요시자와의 머릿속에는 3학년 D반의 학생들에 대한 분노의 감정만이 되살아난 듯, 복수의 불꽃이 어린 눈동자를 한 요시자와의 모습은 메이가 알고 있었던 그의 모습과는 확연히 달랐다. 같은 시각, 토야는 자수를 결심한 유미를 없애기 위해 늦은 밤 학교로 불러낸다. 유미를 죽이기 위해 목에 로프를 감은 순간, 눈앞에 나타난 요시자와의 모습에 모두 놀라고 만다. 드디어 어둠의 요시자와의 복수극이 막을 올리는데... |               |                       |                   |              |
| 7 | "7회"         | 2020년 12월 12일      | 2020년 12월 31일  | 도라마코리아 |
| 지난밤 되살아난 요시츠네에게 쫓겼던 사실을 요리타 아사히에게 말한 아이들. 자신이 없앤 요시자와가 부활했다는 사실을 믿을 수 없는 아사히는 천장에서 떨어진 핏방울로 요시자와가 숨어 있다는 것을 직감한다. 경찰에게 칼을 든 괴한에게 아이들이 습격당한 사실을 알리며 기동대와 함께 요시자와가 있는 곳을 찾지만, 그의 모습은 쉽게 찾을 수 없고... 초조한 아사히는 3학년 D반의 이부키 메이에게 놀라운 사실을 전해 듣고, 뒤이어 다음 행동을 취한다. |               |                       |                   |              |
| 8 | "8회(최종회)" | 2020년 12월 19일      | 2021년 1월 7일    | 도라마코리아 |
| 모든 기억을 되찾은 요시자와 츠네오는 학생들과 함께 있던 교실로 갑작스럽게 찾아온 요리타 아사히를 보고 당황한다. 요리타 아사히는 식물인간 상태의 시즈카를 휠체어에 태워서 데리고 나타나 요시자와와 학생들을 협박한다. 아사히는 이윽고 자신만의 수업을 시작하고, 시즈카를 계단에서 밀게 된 날의 이야기를 한다. 요시자와는 참을 수 없는 분노에 휩싸이지만, 시즈카의 목숨을 쥐고 있는 아사히 때문에 섣불리 나서지 못하고. 이윽고 아사히는 후지와라 토야에게 칼을 쥐여주고 요시츠네를 죽이라고 명령한다. 과연 요시자와의 아사히의 최후 결전의 승자는 누가 될 것인가. |               |                       |                   |              |

## WEB드라마
《요리타 아사히의 방정식. -최고로 흉악한 수업-》(頼田朝日の方程式。-最凶の授業- 요리타아사히오호테이시키-사이쿄우노쥬교우-[*])란 제목으로 본방송 종료 후 AbemaTV에서 독점 서비스.
3학년 D반의 부담임인 요리타 아사히의 타블렛PC 속 학생들에게 전하고 싶은 여러 가지 "최고로 흉악한 방정식"이 담긴 "최고로 흉악한 수업" 비디오 파일을 토우야, 유미, 나기, 리키 4C의 학생들이 보게 됨.

### 출연진(WEB드라마)
- 요리타 아사히(頼田朝日) - 야마다 유키
- 후지와라 토우야(藤原刀矢) - 타카하시 후미야
- 나가이 유미(長井弓) - 쿠보타 사유
- 오오키 나기(大木薙) - 모리타 코코로
- 츠루기 리키(剣力) - 타카하시 나오

### 스태프(WEB드라마)
- 각본 - 스즈키 오사무
- 제작 - TV아사히

### 서비스일정(WEB드라마)
| 회차 | 서비스개시일 | 원제                    | 번역                |
| ---- | ------------ | ----------------------- | ------------------- |
| #1   | 10월 31일    | 金銭力×行動力×知力=権力 | 돈X행동력X지성=권력 |
| #2   | 11월 7일     | 友情=需要×供給          | 우정=수요X공급      |
| #3   | 11월 14일    | 恋愛感情ー愛情=憎悪     | 연애감정-사랑=증오  |
| #4   | 11월 21일    | 死ぬ=人ー命             | 죽음=사람-생명      |
| #5   | 11월 28일    | 正義=信念+不正          | 정의=신념+부정      |
| #6   | 12월 6일     | 命=                     | 생명=               |
| #7   | 12월 12일    | 復習×成功=虚無          | 복습X성공=허무      |
| #8   | 12월 19일    | 死=希望                 | 죽음=희망           |